# Кінтайр

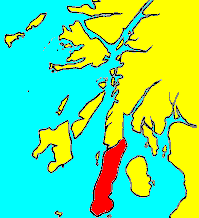
Приблизні кордони історичної області Кінтайр

Кінтайр (шотл. гел. Ceann tir («верхівка землі»); англ. Kintyre) — півострів та історична область, що знаходиться на ньому, на заході Шотландії, між затокою Ферт-оф-Клайд і протокою Північний канал. Північна частина півострова історично є особливою областю Напдейл. Часто Кінтайр і Напдейл включають до складу території Аргайлу. Нині усі ці землі входять до складу Аргайл-і-Б'ют.
Півострів Кінтайр — довга й вузька смуга суші, витягнута у меридіональному напрямку. Максимальна ширина півострова — лише 18 км. Центральну частину займає гряда пагорбів та невисоких гір (до 454 м), що спускаються до родючого узбережжя. Найважливіші міста Кінтайру: Кемпбелтаун у південній частині півострова, стародавнє кельтське поселення, перебудоване графами Аргайлу з дому Кемпбеллів, центр виробництва шотландського віскі, й Тарберт у найвужчій частині півострова, одна з найважливіших фортець середньовічної Шотландії, закладена королем Робертом I Брюсом у 1326 році.
Кінтайр — найближча до Ірландії частина території Шотландії. Тому вже у стародавні часи сюди почали переселятись ірландські кельтські племена (скоти-ґели). Саме Кінтайр став ядром кельтського королівства Дал Ріада, що розповсюдило у VII—VIII століттях свою владу на більшу частину західної Шотландії й північної Ірландії. У цей період Кінтайр разом з островом Йона став фактичним центром місіонерства та християнізації північної частини Великої Британії. У 843 році король Дал Ріади став також королем держави піктів, й обидві країни були об'єднані у королівство Шотландія.
Родючі береги Кінтайру продовжували приваблювати чужоземні народи: починаючи з IX століття ці землі сильно постраждали від набігів норвезьких вікінгів, частина яких осіла у Кінтайрі й визнала владу короля Норвегії. Це потягнуло за собою багатовікову боротьбу Норвегії та Шотландії за володіння Кінтайром, який за правом вважався найбагатшою територією західного шотландського узбережжя. У 1098 році було укладено норвезько-шотландську угоду, відповідно до якої Норвегія зберігала за собою острови, а король Шотландії отримував материкову територію. Бажаючи підтвердити свої права на Кінтайр, норвезький король Маґнус III наказав протягнути себе в човні найвужчою частиною півострова, намагаючись довести, що Кінтайр є островом, що належить Норвегії. У 1140 році Кінтайр увійшов до незалежного гельсько-норвезького Королівства Островів на чолі з Сомерледом, а після його смерті ця територія відійшла до його онука Дональда, родоначальника клану Макдональд. Після поразки норвежців під Ларгсом у 1263 році Кінтайр перейшов під владу шотландського короля.
На початку XIV століття Макдональди стали однією з головних опор національного шотландського короля Роберта Брюса: саме у Кінтайрі король знайшов притулок після важкої поразки від англійських військ у 1306 році Брюс усвідомлював значення Кінтайру як ключа до Гебридських островів та Ірландії. У 1326 році він звів у найвужчому місці півострова замок Тарберт, що став форпостом королівської влади в Аргайлі. У XV столітті Кінтайр став об'єктом протистояння між двома найбільшими західношотландськими кланами — Макдональдів і Кемпбеллів. Перемогу здобули останні, які спирались на центральну владу, однак у 1476 році Кінтайр відійшов до короля Шотландії Якова III. Поступово вплив гірських кланів було зведено нанівець й уже у XVIII столітті гельська мова практично зникла з ужитку в Кінтайрі.